# قره‌قوچ مین‌باشی (خداآفرین)
قره‌قوچ مین‌باشی یکی از روستاهای استان آذربایجان شرقی است که در دهستان منجوان غربی بخش منجوان شهرستان خداآفرین واقع شده‌است.